# Carlos Ponce (álbum)
Carlos Ponce es el título del álbum debut de estudio homónimo grabado por el cantautor y actor puertorriqueño-estadounidense Carlos Ponce. Fue lanzado al mercado por la empresa discográfica EMI Latin el 2 de junio de 1998. 
El álbum fue producido por el compositor y productor musical cubano-estadounidense Emilio Estefan, Jr., co-producido por el compositor y productor musical colombo-estadounidense Kike Santander, Randall M. Barlow, Pablo Flores, Freddy Piñero, Jr., José Miguel Velásquez y Juan Vicente Zambrano. 
El álbum promovió los sencillos principales: Rezo y Decir adiós estos dos últimos alcanzaron el primer puesto de las listas Billboard Hot Latin Tracks y Billboard Latin Pop Airplay en los Estados Unidos. En los Premios Billboard a la Música Latina del Año 1999 ganó el Álbum Pop por Mejor Nuevo Artista y fue nominado al Álbum Pop del Año y Mejor Artista Masculino, pero perdió contra Vuelve de Ricky Martin.

## Lista de canciones
| Carlos Ponce |                     |                                              |          |  |
| N.º          | Título              | Escritor(es)                                 | Duración |  |
| 1.           | «Rezo»              | Freddy Piñero, Jr. · Carlos Ponce            | 4:01     |  |
| 2.           | «Recuerdo»          | Angie Chirino · Olgui Chirino                | 3:30     |  |
| 3.           | «Morena»            | Carlos Ponce                                 | 3:54     |  |
| 4.           | «Será»              | Angie Chirino · Olgui Chirino · Carlos Ponce | 3:47     |  |
| 5.           | «Decir adiós»       | Kike Santander                               | 4:28     |  |
| 6.           | «Todo por su amor»  | Kike Santander                               | 4:20     |  |
| 7.           | «Quiero más»        | Kike Santander                               | 4:24     |  |
| 8.           | «Amelia»            | Marco Flores · Emilio Estefan, Jr.           | 5:29     |  |
| 9.           | «Te vas»            | Kike Santander                               | 3:51     |  |
| 10.          | «Busco una mujer»   | Kike Santander                               | 4:06     |  |
| 11.          | «Rezo» (Club Remix) | Freddy Piñero, Jr. · Carlos Ponce            | 7:50     |  |
| 49:47        |                     |                                              |          |  |

## Posicionamiento en las listas
| Lista (1998)                    | Máxima posición |
| ------------------------------- | --------------- |
| U.S. Billboard Top Latin Albums | 3               |
| U.S. Billboard Latin Pop Albums | 2               |